# Cacosmia
Cacosmia é um género botânico pertencente à família Asteraceae. É composto por 4 espécies descritas e destas 3 são aceites. É originário da América do Sul.
O género foi descrito por Carl Sigismund Kunth e publicado em Nova Genera et Species Plantarum (folio ed.) 4: 227–228. 1820[1818].
Trata-se de um género reconhecido pelo sistema de classificação filogenética Angiosperm Phylogeny Website.

## Espécies
As espécies aceites são:
- Cacosmia harlingii B.Nord.
- Cacosmia hieronymi H.Rob.
- Cacosmia rugosa Kunth